# Burgberg im Allgäu
Burgberg im Allgäu is een gemeente in de Duitse deelstaat Beieren, gelegen in het Landkreis Oberallgäu. De gemeente telt 3.270 inwoners.
De plaats wordt reeds in de 12de eeuw vermeld.